# Aspidistra minutiflora
Aspidistra minutiflora là một loài thực vật có hoa trong họ Măng tây. Loài này được Stapf mô tả khoa học đầu tiên năm 1903.